# Wilbur Jackson
(en) Statistiques sur pro-football-reference
Wilbur Jackson (né le 19 novembre 1951 à Ozark) est un joueur américain de football américain. Il est le premier joueur afro-américain à pouvoir jouer dans l'équipe de football américain de l'université de l'Alabama.

## Carrière

### Université
Jackson entre à l'université de l'Alabama et devient le premier afro-américain à pouvoir faire ses études et jouer dans l'équipe des Crimson Tide de l'histoire de l'université.

### Professionnel
Wilbur Jackson est sélectionné au premier tour du draft de la NFL de 1974 par les 49ers de San Francisco au neuvième choix. Dès son arrivée à San Francisco, il est nommé running back titulaire mais il ne marque que deux touchdown et est relégué sur le banc pour la saison 1975. Il revient dans l'équipe type en 1976 mais cette fois-ci comme fullback, poste qu'il occupe pendant trois saisons, marquant onze touchdowns.
En 1980, il signe avec les Redskins de Washington, qui le positionne au poste de running back, marquant quatre touchdowns mais les saisons 1981 et 1982 voit Jackson ne faire que quelques rares apparitions sur les pelouses de la NFL et décide de prendre sa retraite après la saison 1982.
En huit saisons, Jackson aura joué quatre-vingt-quatorze matchs dont soixante-treize comme titulaire, 971 courses pour 3852 yards et treize touchdowns ainsi que 183 réceptions pour 1572 yards et quatre touchdowns.

## Palmarès
- Super Bowl XVII
- Cinquième meilleur marqueur de touchdown sur des courses 1977 avec sept touchdowns.
- Intronisé en 2007 au temple de la renommée sportive de l'Alabama (Alabama Sports Hall of Fame)